# دارين هايز
دارين هايز (بالإنجليزية: Darren Hayes)‏ (و. 1972  م) هو مغن ومؤلف، ومغني، وشاعر، وممثل هزلي، من أستراليا، ولد في بريزبان، وهو عضوٌ في سافج غاردن.

## وصلات خارجية
- دارين هايز على موقع IMDb (الإنجليزية)
- دارين هايز على موقع ميوزك برينز (الإنجليزية)
- دارين هايز على موقع إن إن دي بي (الإنجليزية)
- دارين هايز على موقع أول ميوزيك (الإنجليزية)
- دارين هايز على موقع ديسكوغز (الإنجليزية)
- دارين هايز على موقع قاعدة بيانات الفيلم (الإنجليزية)